# Metropolitana di Brescia
Die Metropolitana di Brescia ist die U-Bahn in der norditalienischen Stadt Brescia. Sie wurde am 2. März 2013 eröffnet und ist das zweite U-Bahn-System in der Region Lombardei und das siebte in Italien.

## Geschichte
Erste Planungen für eine Alternative zum bestehenden Stadtbussystem in Brescia begannen 1986, um dem stark steigenden Kfz-Verkehr entgegenzuwirken. Eine erste Ausschreibung, an der sich fünf Konsortien beteiligten, wurde 1989 begonnen. Diese Ausschreibung wurde aufgrund von Planänderungen jedoch 1996 abgebrochen.
Bis ins Jahr 2000 wurden die Pläne noch einmal überarbeitet und erneut eine Ausschreibung durchgeführt, bei der Ansaldo STS im Jahr 2003 den Zuschlag mit dem System einer fahrerlosen U-Bahn, das unter anderem bereits in Kopenhagen verwendet wird, bekam.
Die Baukosten sollten 750 Millionen Euro betragen. Diese wurden von der Stadt Brescia (67 Millionen), der Region Lombardei (72,3 Millionen), Brescia Mobilità S.p.A. (86 Millionen), dem Staat (284,4 Millionen) und durch ein 30-jähriges Darlehen (240,3 Millionen Euro) finanziert.

## Linie

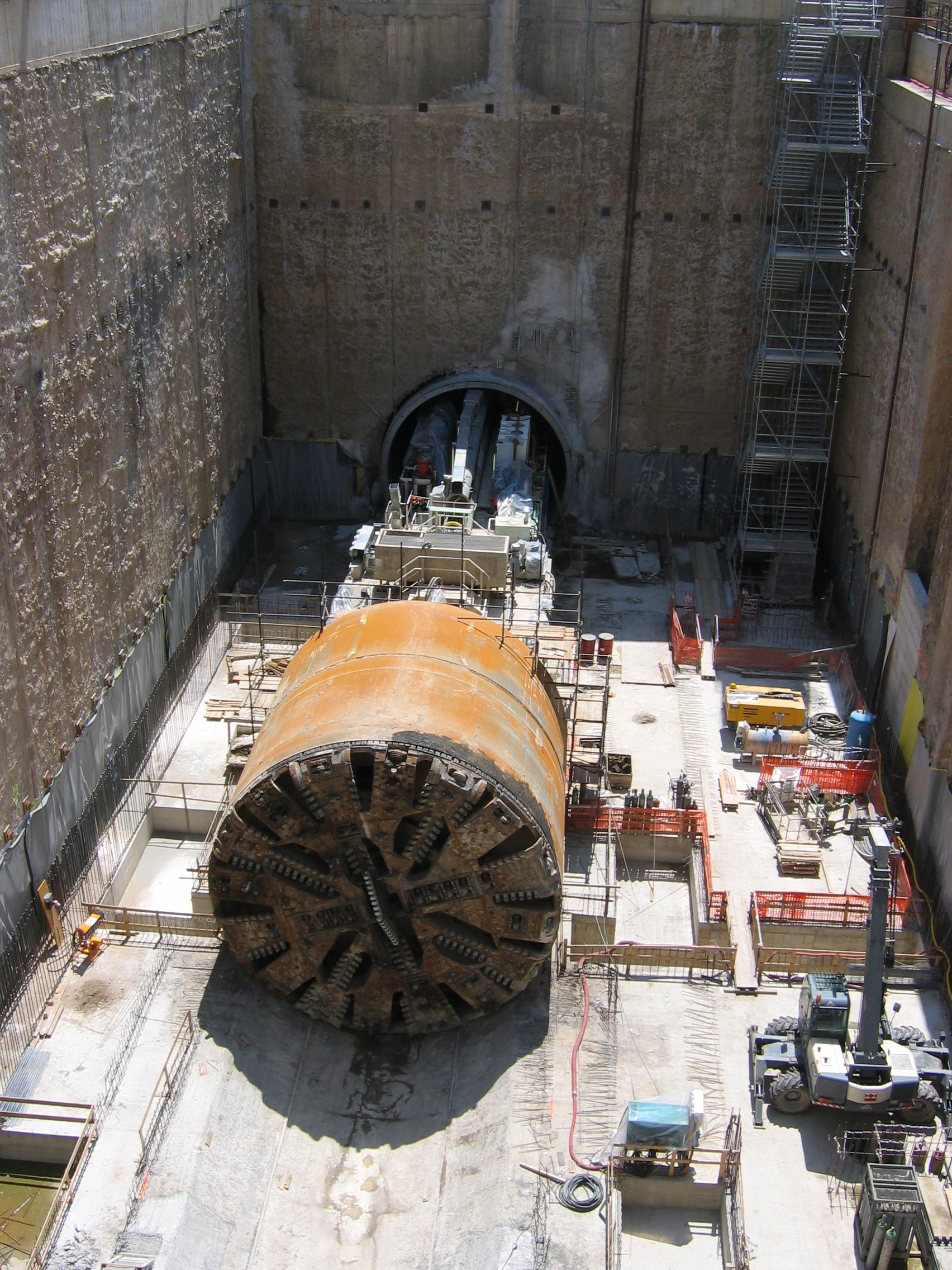
Schildvortriebsmaschine in der Baugrube des Bahnhofs Brescia Due (2007)

Das System besteht aus einer Linie mit einer Länge von 13,1 km und 17 Stationen. 9,7 km der Linie verlaufen im Tunnel, 1,7 km ebenerdig und 1,7 km auf Viadukten.

## Stationen
Die Bahnsteigebenen aller Stationen sind mit Bahnsteigtüren ausgestattet, wie bei den meisten U-Bahnen mit fahrerlosem Betrieb. Die Bahnsteigtüren öffnen sich, wenn der eingefahrene Zug seine vorgesehene Halteposition erreicht hat. Alle Stationen sind frei zugänglich, Zugangssperren gibt es nicht. Fahrkartenautomaten befinden sich in den jeweiligen Verteilerebenen.
- Prealpino (Tunnel)
- Casazza (Tunnel)
- Mompiano (Tunnel)
- Europa (Tunnel)
- Ospedale (Tunnel)
- Marconi (Tunnel)
- S. Faustino (Tunnel)
- Vittoria (Tunnel)
- Stazione FS (Tunnel)
- Brescia Due (Tunnel)
- Lamarmora (Tunnel)
- Volta (Tunnel)
- Poliambulanza (Oberfläche)
- San Polo Parco (Oberfläche)
- San Polo Cimabue (Tunnel)
- Sanpolino (Viadukt)
- Sant’Eufemia – Buffalora (Viadukt)

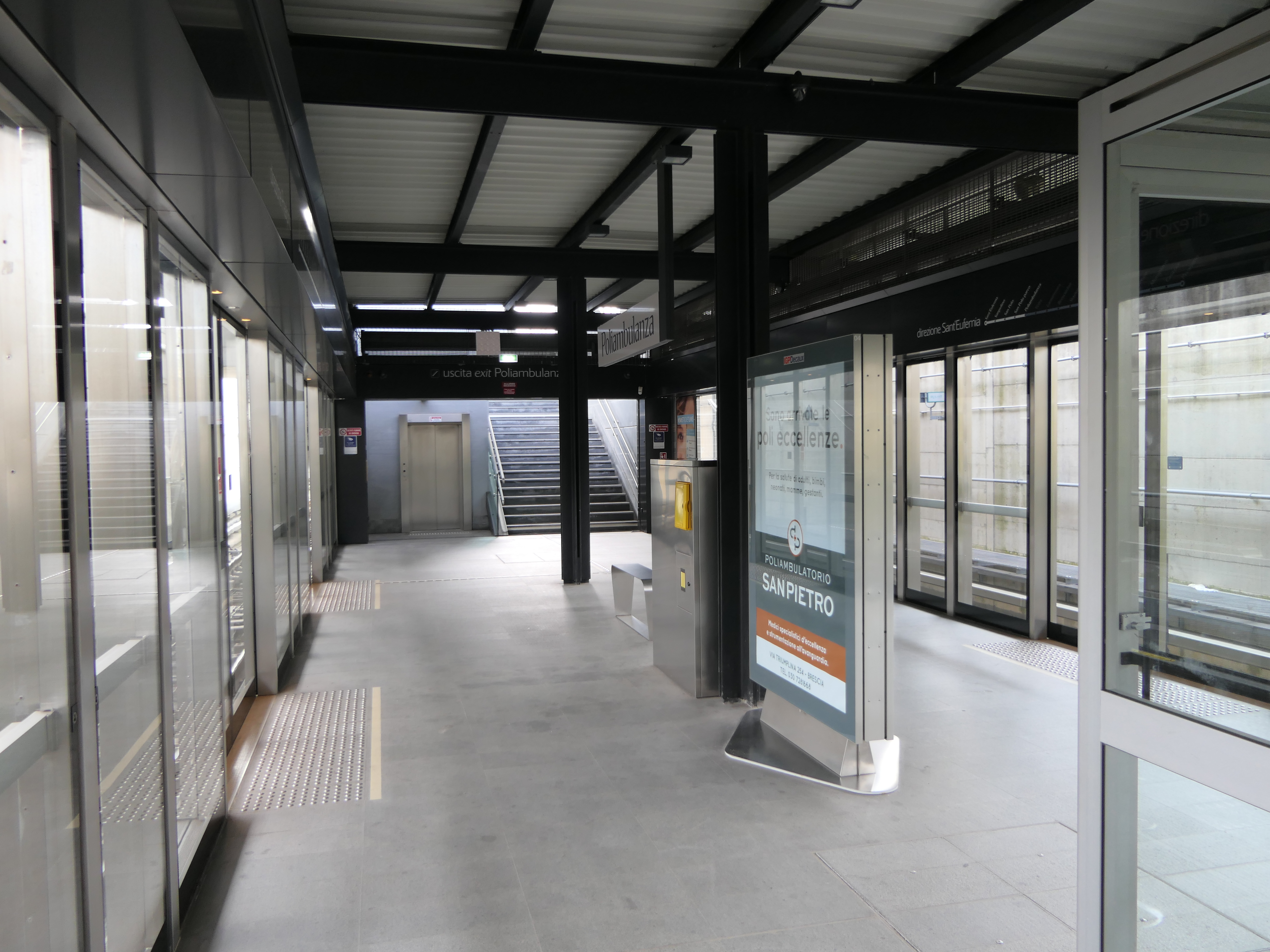
Bahnsteig der Station „Poliambulanza“
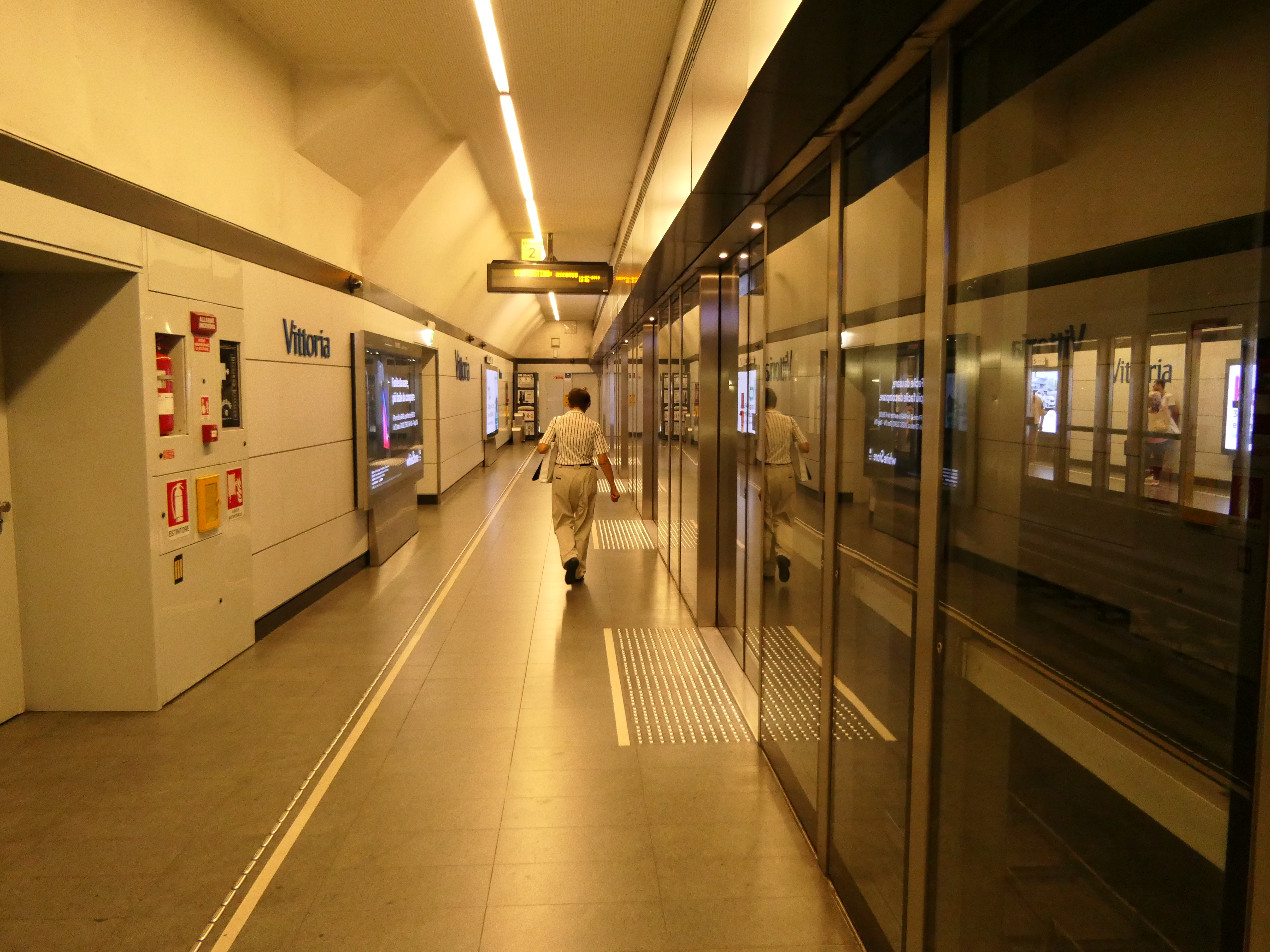
Bahnsteig der Tunnelstation „Vittoria“ mit Bahnsteigtüren
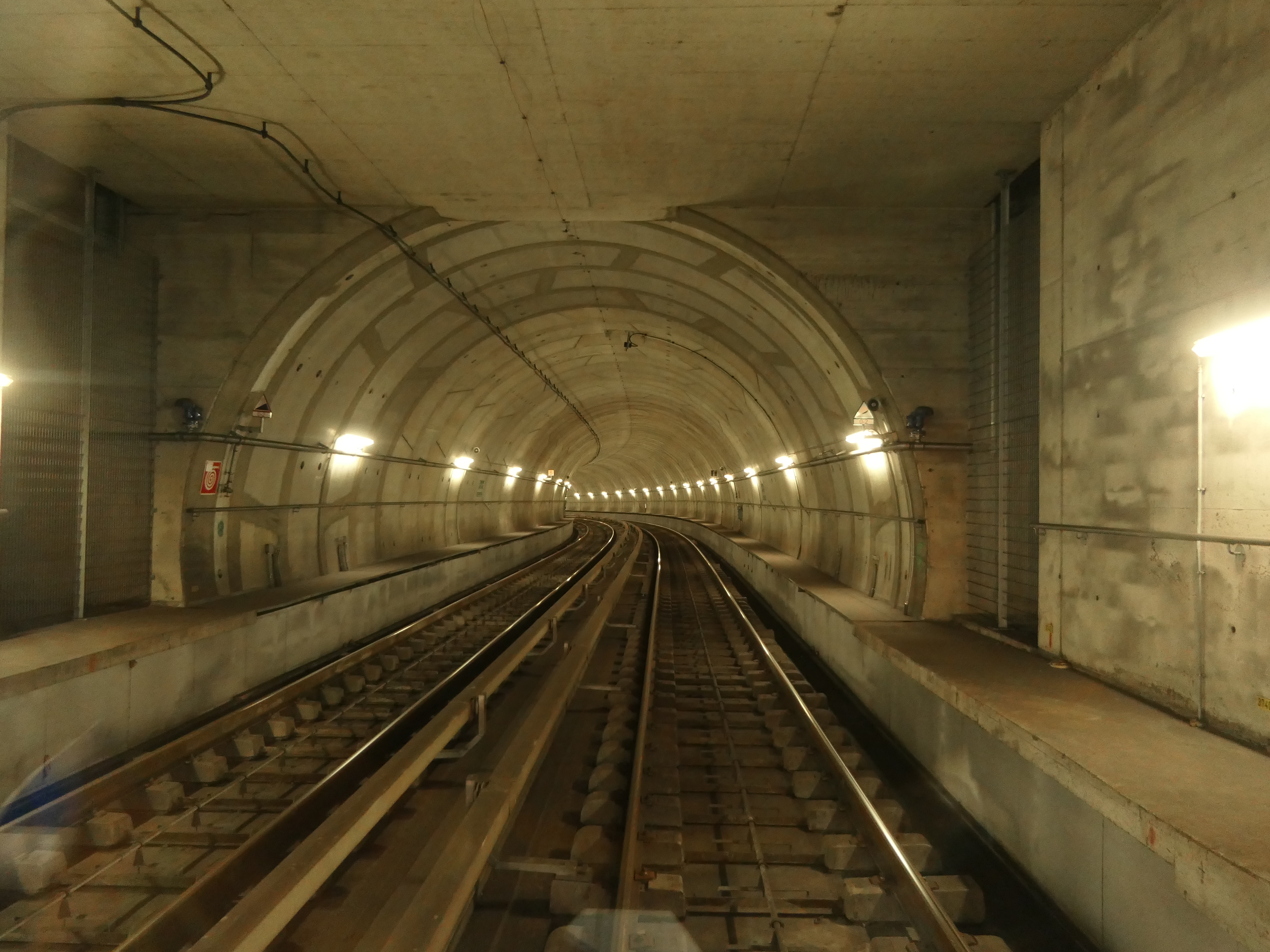
Blick durch die Frontscheibe in den Tunnel

## Betrieb
Für die erste Phase der Metro wurden 18 Züge von AnsaldoBreda bestellt, von denen zwei als Reserve vorgesehen sind. Die Züge können bei einem 3-Minuten-Takt bis zu 8500 Personen pro Stunde und Richtung transportieren. Bei positiver Entwicklung soll die Flotte auf 40 Züge erhöht werden (sechs davon als Reserve) und das Intervall auf 90 Sekunden verkürzt werden, wodurch 17.000 Personen pro Stunde und Richtung transportiert werden könnten. Die Triebwagen-Einheiten mit einer Länge von 39 m und vier Drehgestellen haben drei Wagenkästen, die mit Gelenkverbindungen durchgängig begehbar sind.

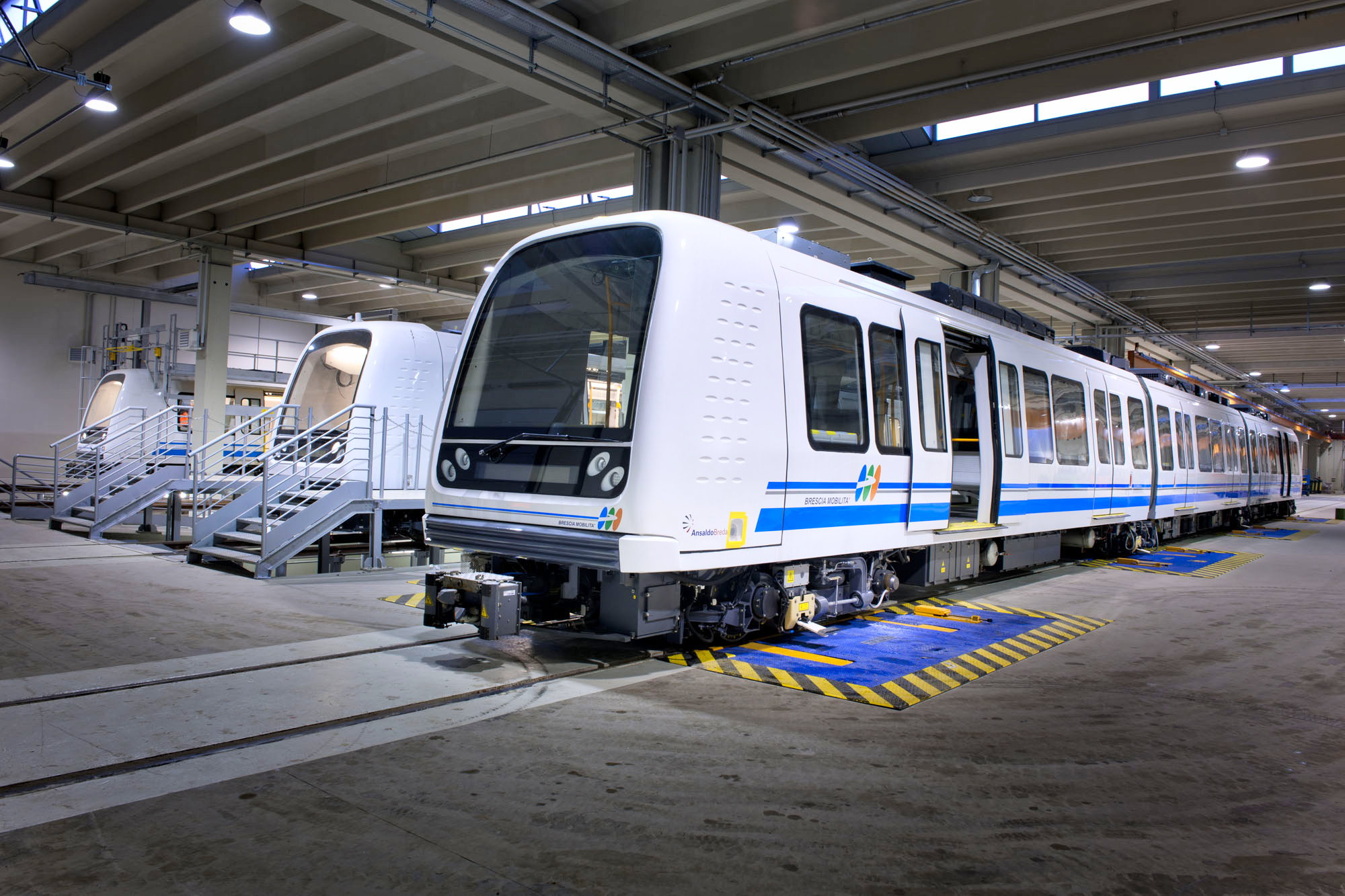
Fahrzeuge der Metropolitana im Betriebshof Sant’Eufemia
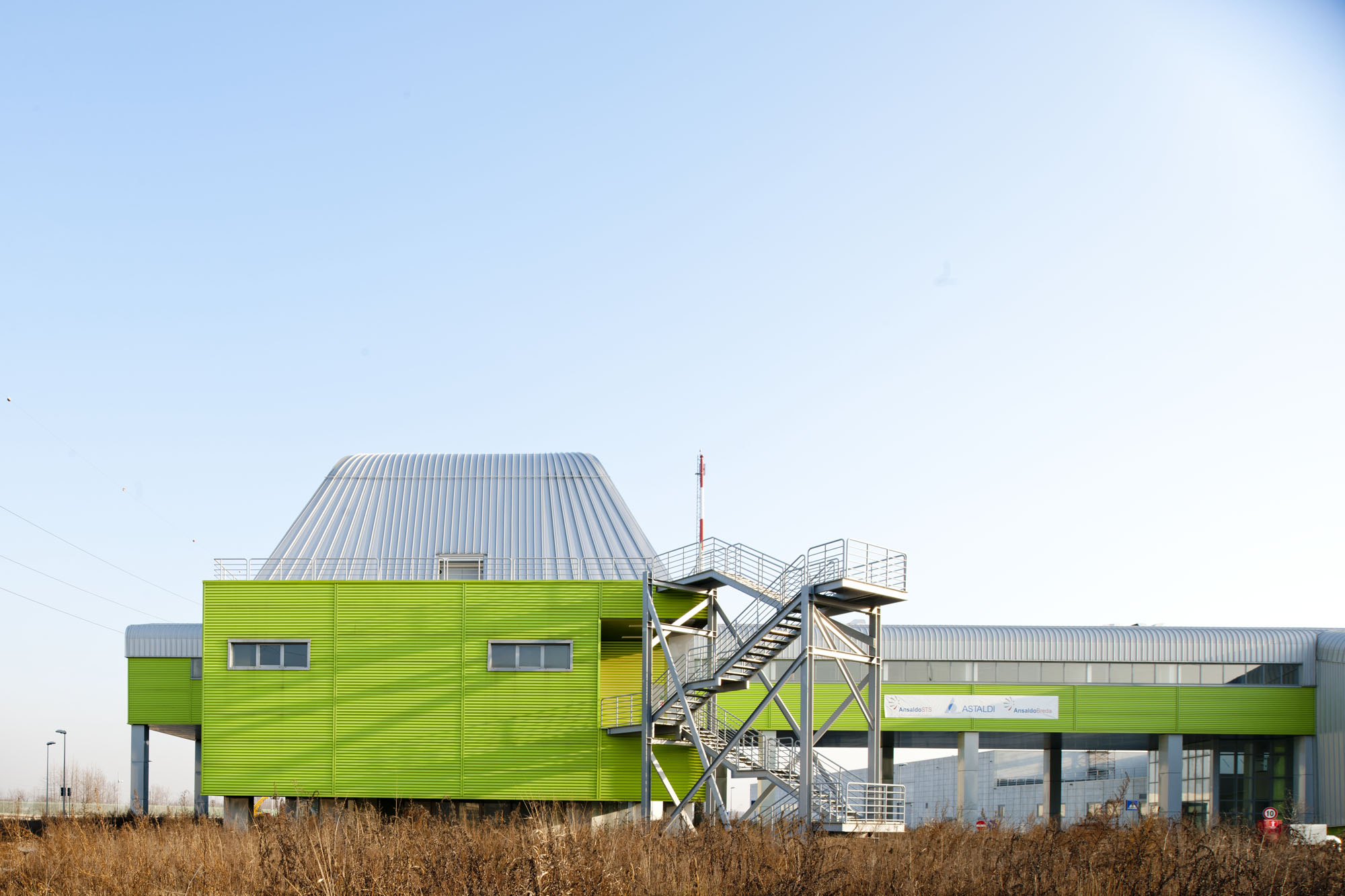
Außenansicht des Depots in Sant’Eufemia
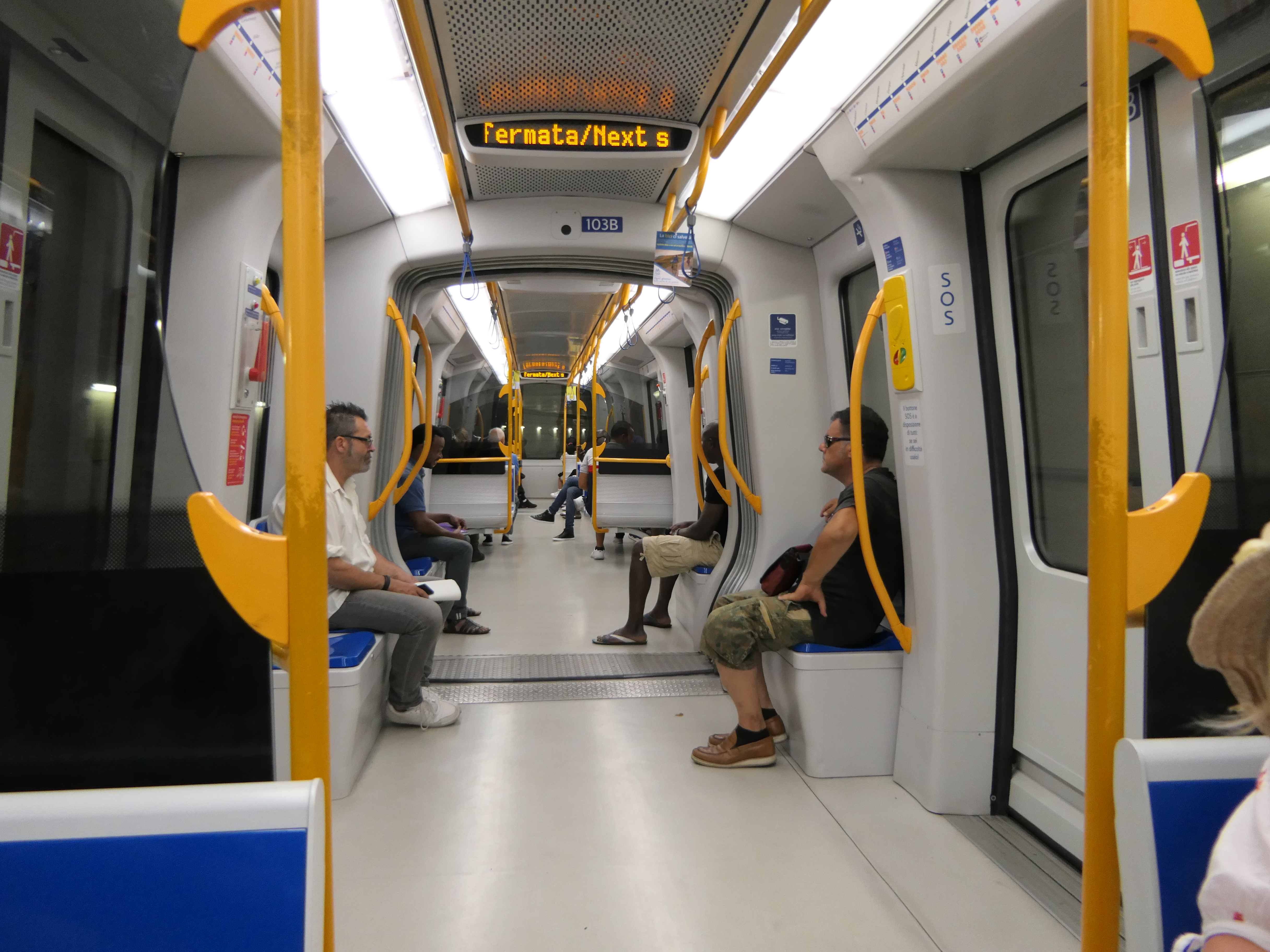
Blick durch eine Wageneinheit